# Lycaena punctata
Lycaena punctata är en fjärilsart som beskrevs av Mezger 1934. Lycaena punctata ingår i släktet Lycaena och familjen juvelvingar. Inga underarter finns listade i Catalogue of Life.